# Vynen
Vynen [ˈfɪnən] – dzielnica Xanten, która tworzy z Obermörmter i dalszym otoczeniem gminy Vynen/Obermörmter.

## Położenie
Vynen znajduje się na nizinach Dolnego Renu, na zachód od Wesel. Graniczy z Morzem Północnym Xanten, na wschodzie z częścią centrum rekreacyjnego Xanten. Na północ od Vynen graniczy z Renem, który również stanowi podstawę rezerwatów przyrody Gut Grindt i Rheinaue.

## Historia

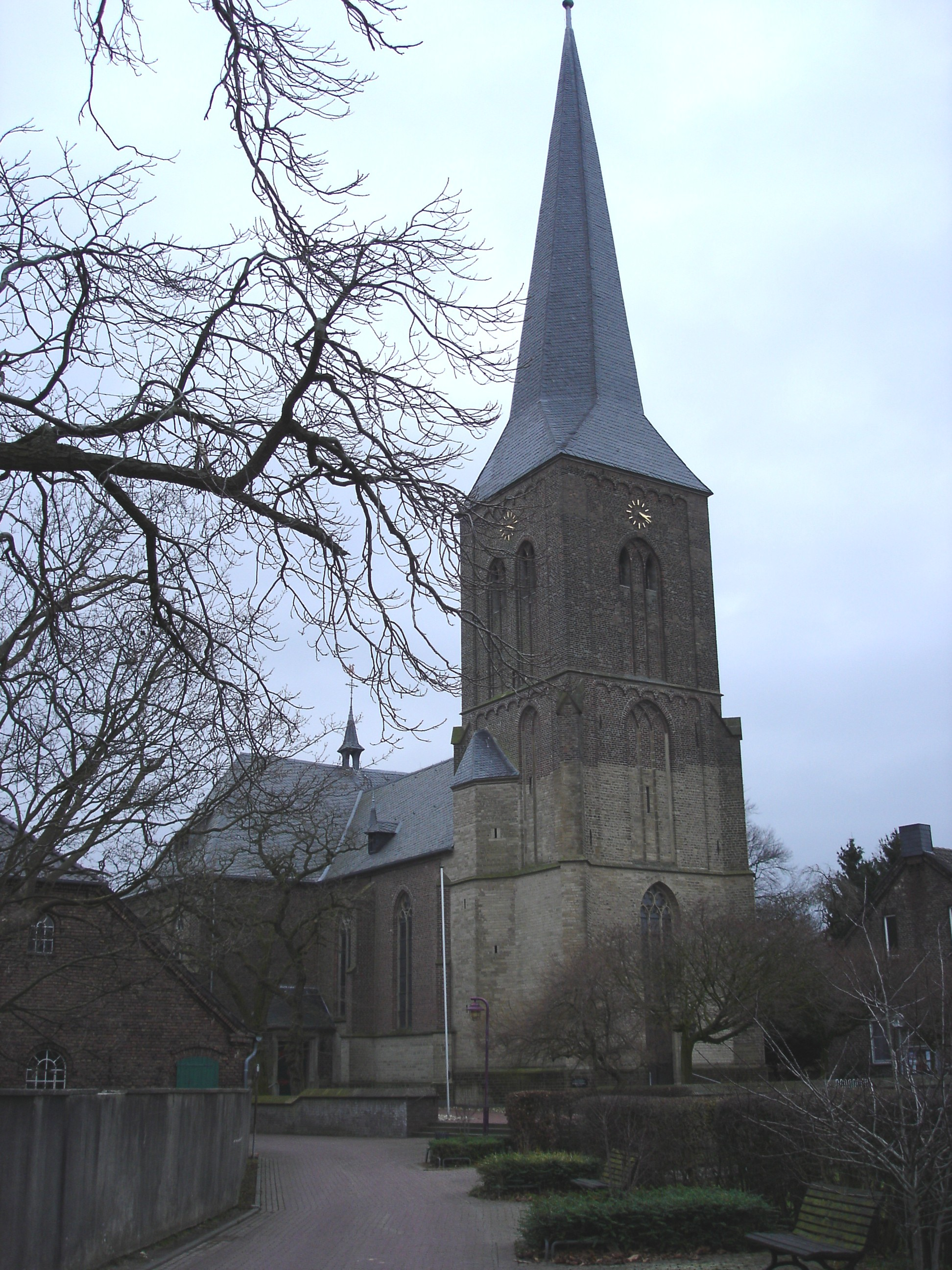
Kościół Świętego Marcina w Vynen

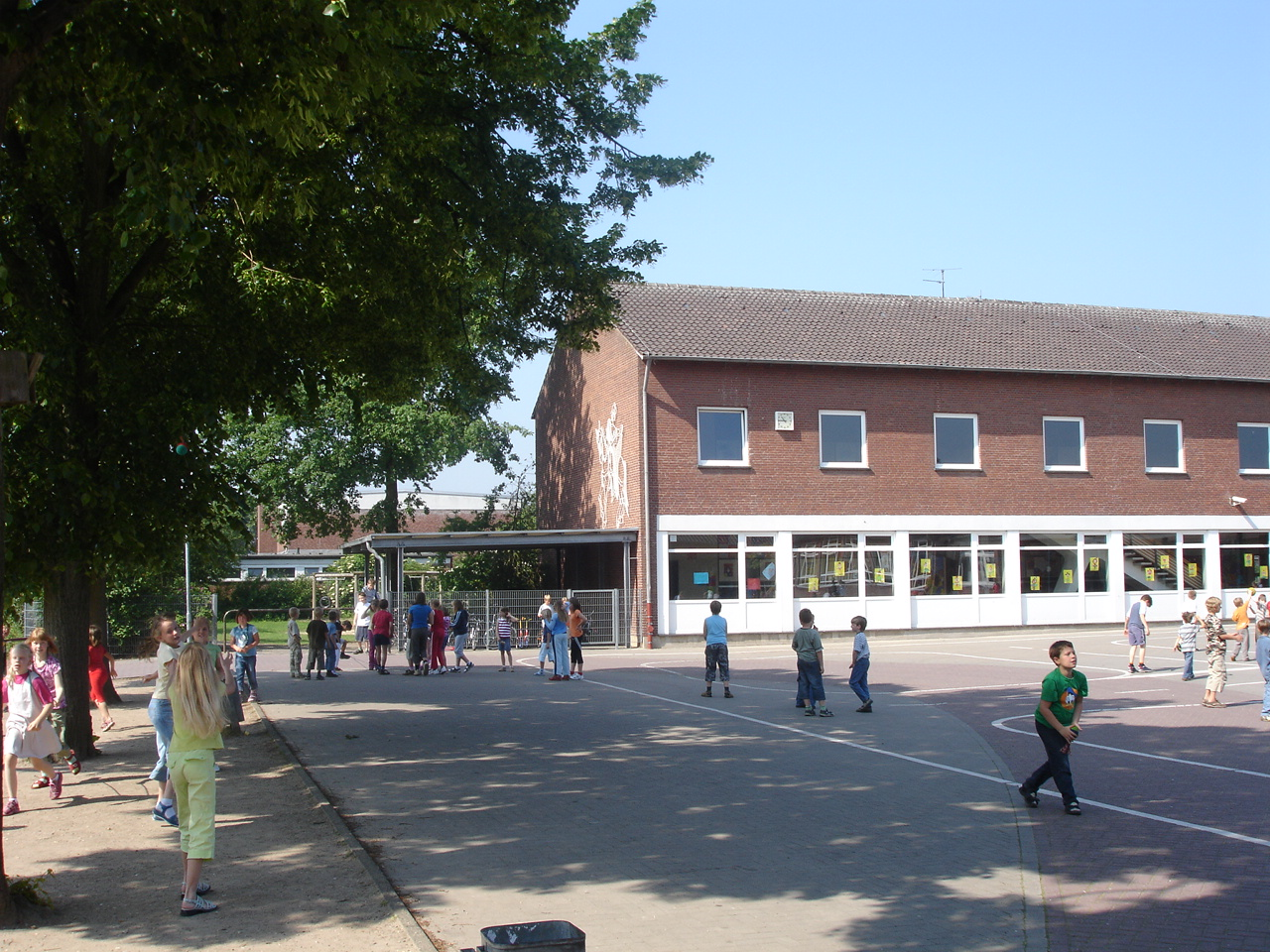
Szkoła Marcina

Założenie Vynen sięga założenia wspólnego kościoła św. Marcina z chłopów "Vinen" (z którego rozwinęło się późniejsze miejsce Vynen), Broechem (późniejsze Marienbaum) i Gesthuysen, które już miały miejsce w XI wieku. Istnieją jednak zapisy, że region dzisiejszego Vynen był już zamieszkały w czasach rzymskich i miał stosunki handlowe z Colonia Ulpia Traiana.
Vynen należał do Księstwa Kleve przez około 600 lat, a następnie przez krótki czas do pruskiej dzielnicy administracyjnej Kleve, a od 1821 do okręgu administracyjnego Düsseldorfu. Tam należała gmina Vynen do powiatów Rheinberg, Geldern i Moers do burmistrza Marienbaum. W 1934 Vynen zostało włączone do Marienbaum. Część Marienbaum przyszło do Vynen, a 1 lipca 1969 do miasta Xanten, które należy od 1 stycznia 1975 do nowo założonej dzielnicy Wesel.
W Vynen znajduje się szkoła podstawowa, wspierana przez stowarzyszenie rozwoju nazwane na cześć patrona kościoła. W 2006/2007, 104 uczniów uczęszczało do szkoły Marcina, w której pracuje pięciu nauczycieli, a jej zaplecze obejmuje szkolną kuchnię, gimnazjum, plac zabaw i opiekę dla dzieci od ośmiu lat do roku i od trzynastu wzwyż. Od roku szkolnego 2007/08 zawiera również pomoc w odrabianiu zadań domowych. Ponadto istnieją katolickie przedszkole Świętego Marcina i dzienne centrum opieki dla dzieci Hoppetosse DRK.

## Polityka

### Herb
Blazonowanie: podzielona przez przekątną srebrną (białą) wiązkę fal, w kolorze czerwonym nad czarną kotwicą i zieloną w dół, czarna wierzbowa wierzba. Promień fali oznacza Ren, kotwicę dla nawigacji i wierzby, jako typowe drzewo Dolnego Renu, symbolizuje przynależność do dzielnicy Wesel.

## Zabytki
- Kościół Świętego Marcina,
- Dom Haga,
- Ze względu na swoje położenie do Morza Północnego Xanten Vynen łączy się z centrum rekreacyjnym Xanten i oferuje przez port Vynen możliwość uprawiania różnych sportów wodnych i żeglarstwa.